# Akram Afif
Akram Hassan Afif Yahia (en árabe: أكرم عفيف) (Doha, Catar, 18 de noviembre de 1996) es un futbolista catarí que juega como delantero en el Al-Sadd S. C. de la Liga de fútbol de Catar. Es internacional con la selección de fútbol de Catar desde 2015.

## Trayectoria
Se formó en los equipos de la Academia Aspire y a continuación pasó al equipo juvenil del Al-Sadd S. C. En octubre de 2012 se trasladó a España para jugar en las categorías inferiores del Sevilla F. C. junto a su compatriota Moath Yahya, con cuyo equipo juvenil participó en la Al Kass International Cup 2013. En su primer partido en el torneo, que terminó con una victoria por 3-0 ante la Academia Aspire, anotó un doblete y dio un pase de gol. En 2014 se incorporó al equipo juvenil del Villarreal C. F.
En enero de 2015 fue cedido por el Al-Sadd al K.A.S. Eupen de la Segunda División de Bélgica para lo que restaba de la temporada 2014-15. Debutó el 18 de enero en la jornada 22 del campeonato y anotó un gol contra el SC Eendracht Aalst. En el siguiente encuentro dio tres asistencias en una victoria por 5-1 contra el Racing de Malinas. De cara a la campaña 2015-16 prolongó su estancia en el club belga y consiguió un ascenso a la Primera División —el Eupen finalizó la Liga en el segundo puesto, pero la Federación belga excluyó de la competición al White Star Bruxelles, que había sido el campeón, por motivos económicos— tras jugar dieciséis partidos en los que anotó seis goles.
En mayo de 2016 se anunció su incorporación al Villarreal, equipo que lo cedió en agosto al Real Sporting de Gijón para disputar la temporada 2016-17. De cara a la temporada 2017-18 fue nuevamente cedido por el Villarreal al K.A.S. Eupen. Sin embargo, no llegó a completar el período de préstamo y en enero de 2018 regresó a Catar para jugar en el Al-Sadd. Allí, en Catar es una de las estrellas de su equipo.

## Selección nacional

### Categorías inferiores
En octubre de 2013 participó con la selección catarí sub-20 en la fase de clasificación del Campeonato sub-19 de la AFC; disputó los encuentros ante India —anotó un gol en la victoria de su equipo por 0-2—, Turkmenistán y Uzbekistán —marcó los dos tantos de Catar, que se impuso por 1-2—. Durante el torneo, que tuvo lugar en octubre de 2014, anotó un gol en la final contra Corea del Norte que dio la victoria a Catar. En el Mundial sub-20 de 2015 disputó los tres partidos de la fase de grupos y marcó un gol frente a Senegal.
Con la selección sub-23 participó en el Campeonato de la AFC de 2016, en el que anotó el primero de los goles de Catar en el partido de los cuartos de final frente a Corea del Norte que finalizó con el resultado de 2-1.

### Absoluta
Debutó con la selección catarí el 3 de septiembre de 2015 en un partido de la fase de clasificación para el Mundial 2018 disputado contra Bután en el que marcó un gol y dio una asistencia en una goleada de su equipo por 15-0. Formó parte del equipo que ganó la Copa Asiática 2019 y fue el mayor asistente del torneo, con diez pases de gol.
Participó como titular indiscutido en la Copa Asiática 2023, donde contribuyó activamente a que su selección lograra el bicampeonato. Durante el torneo, se destacó como goleador, obteniendo el premio de la bota de oro al marcar ocho goles en total, incluidos tres en la final contra Jordania. Su destacada actuación no solo le valió el título de máximo goleador, sino también el reconocimiento como el mejor jugador del torneo.

#### Participaciones en Copas del Mundo
| Mundial           | Sede  | Resultado      | Partidos | Goles |
| ----------------- | ----- | -------------- | -------- | ----- |
| Copa Mundial 2022 | Catar | Fase de grupos | 3        | 0     |

## Clubes
| Club                            | País    | Año       |
| ------------------------------- | ------- | --------- |
| Al-Sadd S. C.                   | Catar   | 2015-2016 |
| K.A.S. Eupen (cedido)           | Bélgica | 2015-2016 |
| Villarreal CF                   | España  | 2016-2020 |
| Real Sporting de Gijón (cedido) | España  | 2016-2017 |
| K.A.S. Eupen (cedido)           | Bélgica | 2017-2018 |
| Al-Sadd S. C. (cedido)          | Catar   | 2018-2020 |
| Al-Sadd S. C.                   | Catar   | 2020-Act. |

## Palmarés

### Títulos nacionales
| Título                              | Equipo        | País  | Año  |
| ----------------------------------- | ------------- | ----- | ---- |
| Liga de Catar                       | Al-Sadd S. C. | Catar | 2019 |
| Copa del Jeque Jassem               | Al-Sadd S. C. | Catar | 2019 |
| Copa Príncipe de la Corona de Catar | Al-Sadd S. C. | Catar | 2020 |
| Copa del Emir de Catar              | Al-Sadd S. C. | Catar | 2020 |
| Copa de las Estrellas de Catar      | Al-Sadd S. C. | Catar | 2020 |
| Copa del Emir de Catar              | Al-Sadd S. C. | Catar | 2021 |
| Copa Príncipe de la Corona de Catar | Al-Sadd S. C. | Catar | 2021 |
| Liga de Catar                       | Al-Sadd S. C. | Catar | 2021 |
| Liga de Catar                       | Al-Sadd S. C. | Catar | 2022 |

### Títulos internacionales
| Título                         | Equipo                    | Sede                   | Año  |
| ------------------------------ | ------------------------- | ---------------------- | ---- |
| Copa Asiática Sub-20 de la AFC | Selección sub-20 de Catar | Birmania               | 2014 |
| Copa Asiática                  | Selección de Catar        | Emiratos Árabes Unidos | 2019 |
| Copa Asiática                  | Selección de Catar        | Catar                  | 2023 |

### Distinciones individuales
| Distinción                                | Año  |
| ----------------------------------------- | ---- |
| Mejor jugador de la Copa Asiatica         | 2023 |
| Bota de Oro de la Copa Asiática (8 goles) | 2023 |